# Memtest86

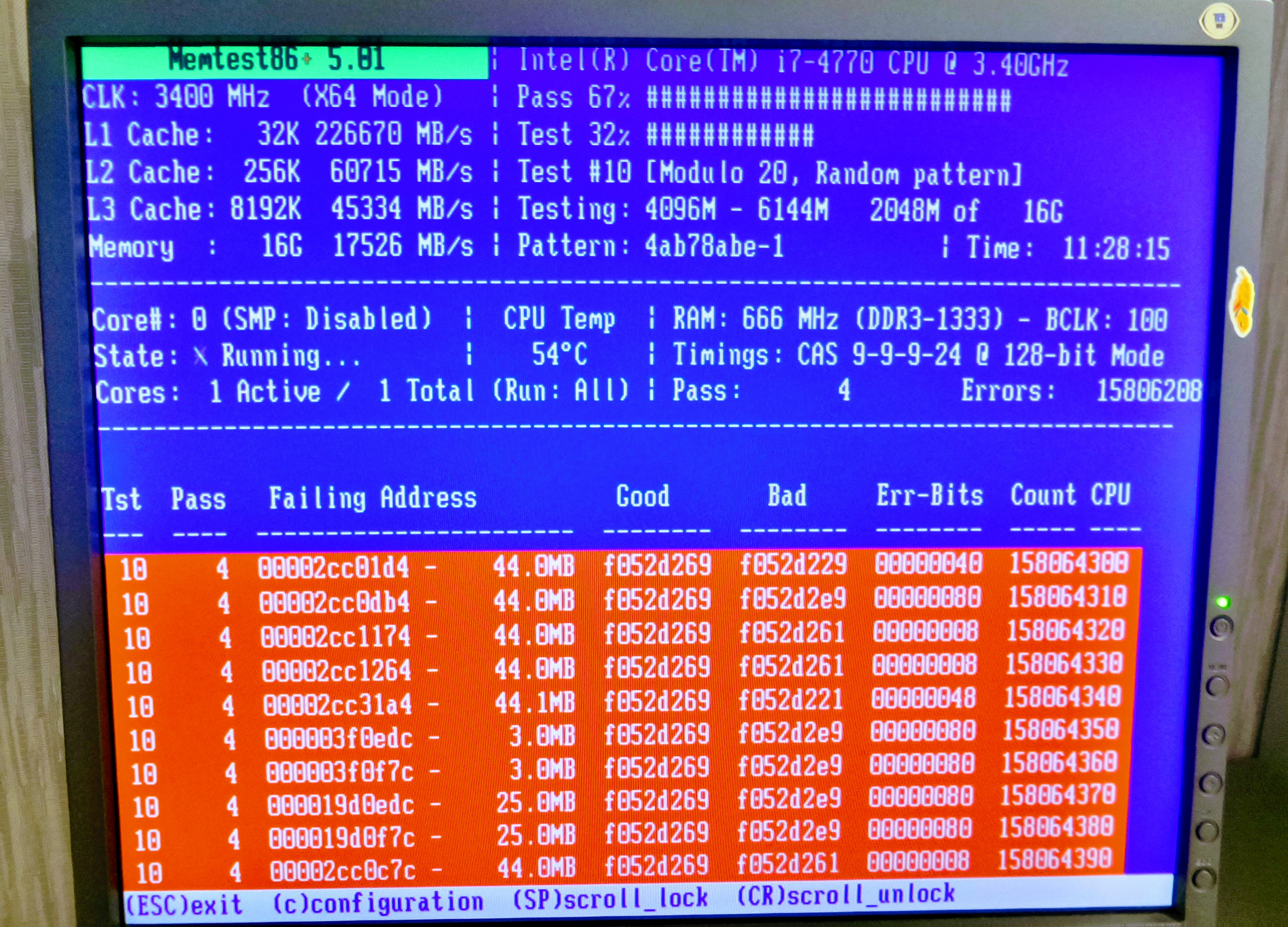
Detecções de memória defeituosa são exibidas com destaque. O aplicativo mostra não apenas quais locais de memória falharam, mas também quais padrões os fizeram falhar. Na imagem, Memtest86+ versão 5.01 (ano 2013).

MemTest86 e Memtest86+ são programas de teste de memória projetados para fazer testes e stress tests nos módulos de memória RAM de computadores com arquitetura x86, gravando padrões de teste na maioria dos endereços de memória, lendo os dados gravados e comparando-os, em busca erros. Ambos os programas tentam verificar se a RAM aceita e retém corretamente padrões arbitrários de dados gravados nela, se não há erros nos quais diferentes bits de memória interagem, e se não há conflitos entre os endereços de memória. 
O MemTest86 foi desenvolvido por Chris Brady em 1994. Depois que o MemTest86 permaneceu na versão 3.0 (ano 2002) por dois anos, Samuel Demeulemeester criou o fork Memtest86+ para adicionar suporte a CPUs e chipsets mais recentes. Desde setembro de  2013 a versão mais recente do Memtest86+ é 5.01.
O processo de teste do MemTest86(+) é bastante abrangente, de forma que ele pode encontrar problemas ocultos em máquinas que parecem funcionar normalmente. Alguns erros se manifestam de forma intermitente ou dependem de bits precisos sendo armazenados, e não ocorrem em cada rodada; esses erros podem ser revelados executando muitas rodadas por um período prolongado. Alguns testes usam dados diferentes a cada rodada para revelar erros que dependem dos dados em questão.
O PassMark Memtest86 versão 8 não funciona em computadores que não usem UEFI; consequentemente, PCs mais velhos que não tenham esse recurso e tenham somente o BIOS legado não conseguem rodar versões mais recentes do PassMark Memtest86. Como solução, devem usar o PassMark Memtest86 versão 4.3.7, de 13 de maio de 2014, disponibilizada gratuitamente no site do fabricante. A versão 4.3.7 foi incluída como opção dentro do pacote do programa desde a versão 5.0, de 3 de dezembro de 2013, e sucessora direta daquela, que introduziu o suporte ao UEFI ao custo da reescrita completa do programa, até a versão 8.0.7, de 7 de dezembro de 2013, quando a opção de "dual boot" foi removida, tornando necessário baixar separadamente a versão antiga para aqueles que dela necessitarem. A justificativa dada foi que a opção "dual boot" estava confundindo alguns usuários, fazendo com que carregassem a versão 4.3.7 em PCs novos com suporte a UEFI.